# Калиник Киликийски
Вижте пояснителната страница за други личности с името Калиник.
Св. Мъченик Калиник е християнски мъченик от 2-3. век, който се чества на 29 юли, (8-мата неделя след Петдесетница), имен ден на хората, с имена, като: Калин, Калина, Горан.

## Житие
Роден е в Киликия (Мала Азия), където получава образование в християнски дух. Вероятно прекарва по-голямата част от живота си в тази област, но като достигна зряла възраст, той е смутен от големия брой езичници в обкръжението си и решава да се потруди за покръстването им и въобще - за популяризирането на вярата в Исус Христос и отслабване на влиянието на идолопоклонничеството. С тази цел той предприема редица пътувания и се отдава на проповедническа дейност (предполагаемо основно във Фригия), в която постига значителни успехи. Накрая пристигна в галатийския град Анкира (сега Анкара, столица на Турция) и остава дълго време там. Удава му се изнесе много проповеди и да повлияе на мнозина в посока покръстването им, а дори - и да покръсти много хора, обаче сред местните жители има и такива, които решително се противопоставят на неговата дейност и го обвиняват пред градоначалника във вероотстъпничество (вероятно предполагайки, че на младини все пак е бил политеист) - арестуван е и е заведен да бъде съден от влиятелен в района аристократ, наречен Сакердон, който може и да е бил именно управителят на града и изглежда, че е бил от княжески род и с персийско/ партско потекло. В своята област Сакердон и преди се е отдавал на гонения над християните и е известен като отявлен привърженик на езическите култове.
Като довеждат Калиник при Сакердон му го представят като "чужденецът Калиник" (понеже се е намирал под юрисдикцията на властите на близкия град Гангри, където впоследствие е изпратен от съдията за екзекуция; по този повод е известен и като Калиник от Гангри).
Между тя се провежда разговор с все по-ескалиращ тон, който започва с това, че князът поглежда с ярост светеца и да го заразпитва гневно: - Как се осмели ти, безумецо, като си пришълец, да развращаваш народа, учейки го да остави боговете, които са сътворили света и които почита царят, всички власти и цялата вселена? Нима не знаеш тяхното могъщество? (под "цар" в случая вероятно трябва се разбира римският император, предполагаемо - Деций Траян, а под "боговете" - най-вече тези от гръко-римската митология, но не без да се взема под внимание предполагаемото съществуване и на други божества, особено заради близостта със зороастрийска Персия, срещу чиито култове светецът изглежда също се е борил и на които именно Саркедон може да е бил последовател). Калиник му отговаря с поучение, взето от "Библията" - „...който е обърнал грешник от лъжливия му път, ще спаси една душа от смърт и ще покрие много грехове“ (Иак. 5:20) и му предлага да го покръсти. На това Сакердон отговаря отрицателно: - Нима ти мислиш и искаш да се отвърна от боговете, и като послушам безумните ти думи, да предпочета горчивата смърт пред блажения живот? Не, никога! Напротив, аз ще те убедя да се поклониш на нашите богове, понеже ще те предам на люти мъчения и тогава ще видя дали ще дойде твоят Бог да те избави от моята власт. Няма да пощадя тялото ти, докато не познаеш силата и властта на боговете и не им принесеш жертва. (Малко по-късно той се заканва да "остърже тялото му до костите") и да го мъчи до смърт.
Калиник приема предизвикателството на Сакердон, казвайки: - Всяко мъчение заради моя Господ е толкова желано за мене, колкото храната за гладния. Затова не се бави и не губи време за заплахи, а започни на дело мъчителството си. Ето тялото ми – то е готово за мъки. В душата ми е Сам моят Бог, Който ще приготви спасение за мене, а за тебе – погибел.; също и: - Най-мръсен от всички нечестивци! Докога напразно ще губиш време в яростта си и няма да пристъпиш към дело. Предай ме на мъчения и познай мъжеството и великодушието на Христовия подвижник, който очаква победен венец от своя Спасител. (захващат се да го бият продължително с камшик, но той видимо не се впечатлява от това, след което го подлагат и да друго мъчение, състоящо се в стъргане на месата му, с железни остриета, обаче и това не изменя позициите и доброто му настроение, поради което е директно осъден на смърт чрез изгаряне, ако властите в Гангри не решат друго, и съответно е препратен там, съпровождан от конна стража, от една страна - за да се изпълнят бюрократичните изисквания, а от друга - за назидание на жителите на Гангри, които в голяма своя част са християнизирани и с надеждата да размислят да станат пак езичници).
Мъчителят нарежда да обуят Калиник в железни ботуши с остри гвоздеи отвътре и да го закарат в този вид в отстоящия на 70 поприща от Анкира град Гангри (който е по-късното селеще Джанкири/Чанкъръ - на около 140 километра от Анкара, тоест употребена мярка за разстояние "поприще" съответства на около 2 километра), като по пътя го подлагат на побои, та да върви по-бързо, а и самите те да яздят с най-голямата по силите им скорост (но не става нужда да го бият много). Въпреки че пътят между двете селища е кратък за човек на кон и в относително добре осигурен с вода и благоустроен район (между теченията на 2 големи реки, едната от които е прочутата в Древността Халис - сега Казълърмак - а другата е нейният приток Деврьоз), поради сухия летен сезон и забавянето причинено от особеното облекло на затворника, стражите изчерпват запасите си от вода и тях и конете им започва да ги мъчи жажда. Междувременно много по-свикналият от тях с несгодите по пътищата и несломен от болките Калиник си пее Давидовия псалом: „Твърдо се уповавах на Господа, и Той се наклони към мене и чу моите вопли; извлече ме от страшен ров, от тинесто блато, постави на камък нозете ми и утвърди стъпките ми“ (Пс. 39:2 – 3). Вече близо до Гангри, на мястото наречено Матрика (на около 10 поприща - около 20 километра от града), войниците съвсем се отчайват и почват да се молят на Калиник през сълзи: - Рабе на истинския Бог, помилуй ни, отчаяните в живота си, помоли твоя Бог да ни даде вода, за да не умрем. Чували сме, че твоят Бог е всемогъщ. Забрави, че ти причинихме страдание: не по наша воля, а по нареждане на княза те мъчехме.
Калиник се съгласява и започва да се моли: - Владико на небето и земята, на морето и на всички твари! Ти в древност си напоил с вода от камък странстващите в пустинята Моисей и народа с него. Покажи и сега чудесата Си: нека по Твоята заповед от този камък да потече вода и да напои тези жадуващи, за да станат явни Твоите дела и на тези, които не Те познават, и да се прослави Твоето свято име. (молитвата му е чута и избликва извор от "жива вода"; всички си утоляват жаждата с думите: - Велик е християнският Бог и по-славен от всички!) И за вбъдеще този извор продължава да тече, ознаменувайки станалото чудо. (По принцип из тези места има множество малки рекички, които през лятото са полубезводни).
Симпатизиращите му войници се колебаят дали да продължат пътя и да отведат Калиник в града, но той ги убеждава да не рискуват живота си и да го предадат на явна смърт, тъй като не го е страх да умре в прослава на Бога. Последното става скоро след пристигането му, тъй като кладата (или по-скоро пещта), предназначена за това, е вече приготвена и горяща. Последните думи на мъченика са: - Отче небесни! Благодаря Ти, че ме удостои да умра за Твоето свято име. Приеми в мир духа ми и посрами Твоите врагове, всесилни Боже!
След смъртта си (вероятно към 250 г.) е погребан от местни християни, а според легендата за него, трупът му не е никак обгорен от огън (т.е. може би е умрял от задушаване в пещта - в нея той влиза сам и сам си избира централното място - и тялото му е било измъкнато от последователите му при първите явни признаци на съответния припадък).